# 岡山地方裁判所
岡山地方裁判所（おかやまちほうさいばんしょ）は、岡山県岡山市にある日本の地方裁判所の一つで、岡山県を管轄している。略称は、岡山地裁（おかやまちさい）。
岡山県を管轄しており、岡山地方裁判所には岡山市に置かれている本庁のほか、倉敷市、新見市、津山市の3市に地方裁判所と家庭裁判所の支部を設置しているほか、前述の4箇所に加え玉野市、児島（倉敷市）、玉島（倉敷市）、笠岡市、高梁市、勝山（真庭市）の6箇所を加えた10箇所に簡易裁判所を設置している。また岡山、倉敷、津山の3つの検察審査会も設置されている。

## 所在地
- 本庁：岡山県岡山市北区南方1丁目8-42 北緯34度40分18.21秒 東経133度55分32.33秒 / 北緯34.6717250度 東経133.9256472度
JR山陽新幹線・山陽線・宇野線・津山線・吉備線・赤穂線・伯備線 岡山駅東口から北東方向へ徒歩約15分
宇野バスJR岡山駅バスターミナルから美作線「山陽団地」「ネオポリス東6丁目」「ネオポリス西9丁目」行き等バス停「番町口」下車すぐ[注釈 1]
岡電バスJR岡山駅バスターミナルから「妙善寺」「三野」「理大東口」行き（一部天満屋バスステーション経由）バス停「番町口」下車すぐ[注釈 2]
岡電バス天満屋バスステーションから「妙善寺」「三野」「理大東口」行きバス停「番町口」下車すぐ[注釈 3]
- 倉敷支部：岡山県倉敷市幸町3-33 北緯34度36分8.8秒 東経133度46分22.7秒 / 北緯34.602444度 東経133.772972度
JR山陽線・伯備線 倉敷駅から東方向へ徒歩約10分[注釈 4]
- 新見支部：岡山県新見市新見1222 北緯34度59分3.8秒 東経133度28分9.9秒 / 北緯34.984389度 東経133.469417度
JR伯備線・姫新線・芸備線 新見駅から南方向へ徒歩約20分
備北バス「満奇洞・坂本」行きバス停「思誠小学校前」下車徒歩約3分
- 津山支部：岡山県津山市椿高下52 北緯35度3分58.3秒 東経134度0分3.6秒 / 北緯35.066194度 東経134.001000度
JR津山線・姫新線 津山駅から北方向へ徒歩約20分
中鉄美作バスJR津山駅前の津山広域バスセンターから津山市内循環「ごんごバス西廻り」の城西通りバス停「裁判所前」下車徒歩約3分
中鉄北部バスJR津山駅前の津山広域バスセンターから「東一宮車庫」行き鶴山通りバス停「文化センター北口」下車徒歩約5分

## 管轄
本庁
- 岡山市、倉敷市（児島支所の所管区域）、玉野市、高梁市、備前市、瀬戸内市、赤磐市、真庭市（旧上房郡北房町）、和気郡和気町、加賀郡吉備中央町

倉敷支部
- 倉敷市（児島支所の所管区域を除く）、笠岡市、井原市、総社市、浅口市、都窪郡早島町、浅口郡里庄町、小田郡矢掛町

新見支部
- 新見市

津山支部
- 津山市、真庭市（旧上房郡北房町を除く）、美作市、真庭郡新庄村、苫田郡鏡野町、勝田郡勝央町、奈義町、英田郡西粟倉村、久米郡久米南町、美咲町

※ただし、裁判員の参加する刑事裁判、行政事件、各支部の合議事件、倉敷・新見の各支部の執行事件（不動産競売、債権、財産開示）、少年事件は本庁で取り扱う。

### 管内の簡易裁判所
- 岡山簡易裁判所
  - 所在地：本庁内に所在
  - 管轄：岡山市、備前市、瀬戸内市、赤磐市、和気郡和気町、加賀郡吉備中央町（旧御津郡加茂川町）
- 倉敷簡易裁判所
  - 所在地：岡山県倉敷市幸町3-33
  - 管轄：倉敷市（児島支所及び玉島支所の各所管区域並びに旧浅口郡船穂町を除く）、総社市、都窪郡早島町
- 新見簡易裁判所
  - 所在地：岡山県新見市新見1222
  - 管轄：新見市
- 津山簡易裁判所
  - 所在地：岡山県津山市椿高下52
  - 管轄：津山市、美作市、苫田郡鏡野町、勝田郡勝央町、勝田郡奈義町、英田郡西粟倉村、久米郡久米南町、久米郡美咲町
- 玉野簡易裁判所
  - 所在地：岡山県玉野市宇野2丁目2-1
  - 管轄：玉野市
- 児島簡易裁判所
  - 所在地：岡山県倉敷市児島小川1丁目4-14
  - 管轄：倉敷市（児島支所の所管区域）
- 玉島簡易裁判所
  - 所在地：岡山県倉敷市玉島1丁目2-43
  - 管轄：倉敷市（玉島支所の所管区域並びに旧浅口郡船穂町）、浅口市、浅口郡里庄町
- 笠岡簡易裁判所
  - 所在地：岡山県笠岡市笠岡1732
  - 管轄：笠岡市、井原市、小田郡矢掛町
- 高梁簡易裁判所
  - 所在地：岡山県高梁市片原町1
  - 管轄：高梁市、真庭市（旧上房郡北房町）、加賀郡吉備中央町（旧上房郡賀陽町）
- 勝山簡易裁判所
  - 所在地：岡山県真庭市勝山628
  - 管轄：真庭市（旧上房郡北房町を除く）、真庭郡新庄村

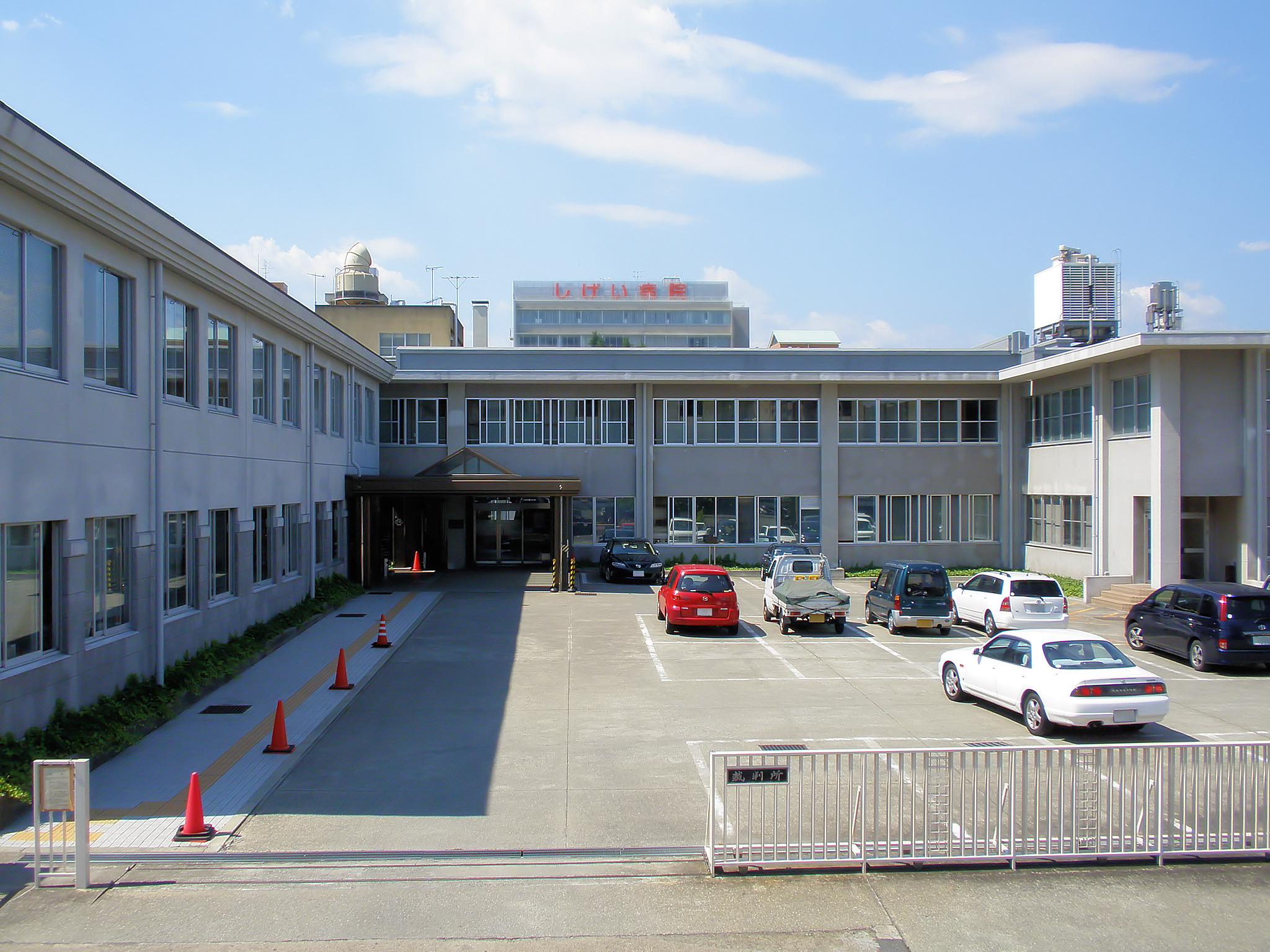
岡山地裁倉敷支部 倉敷簡易裁判所
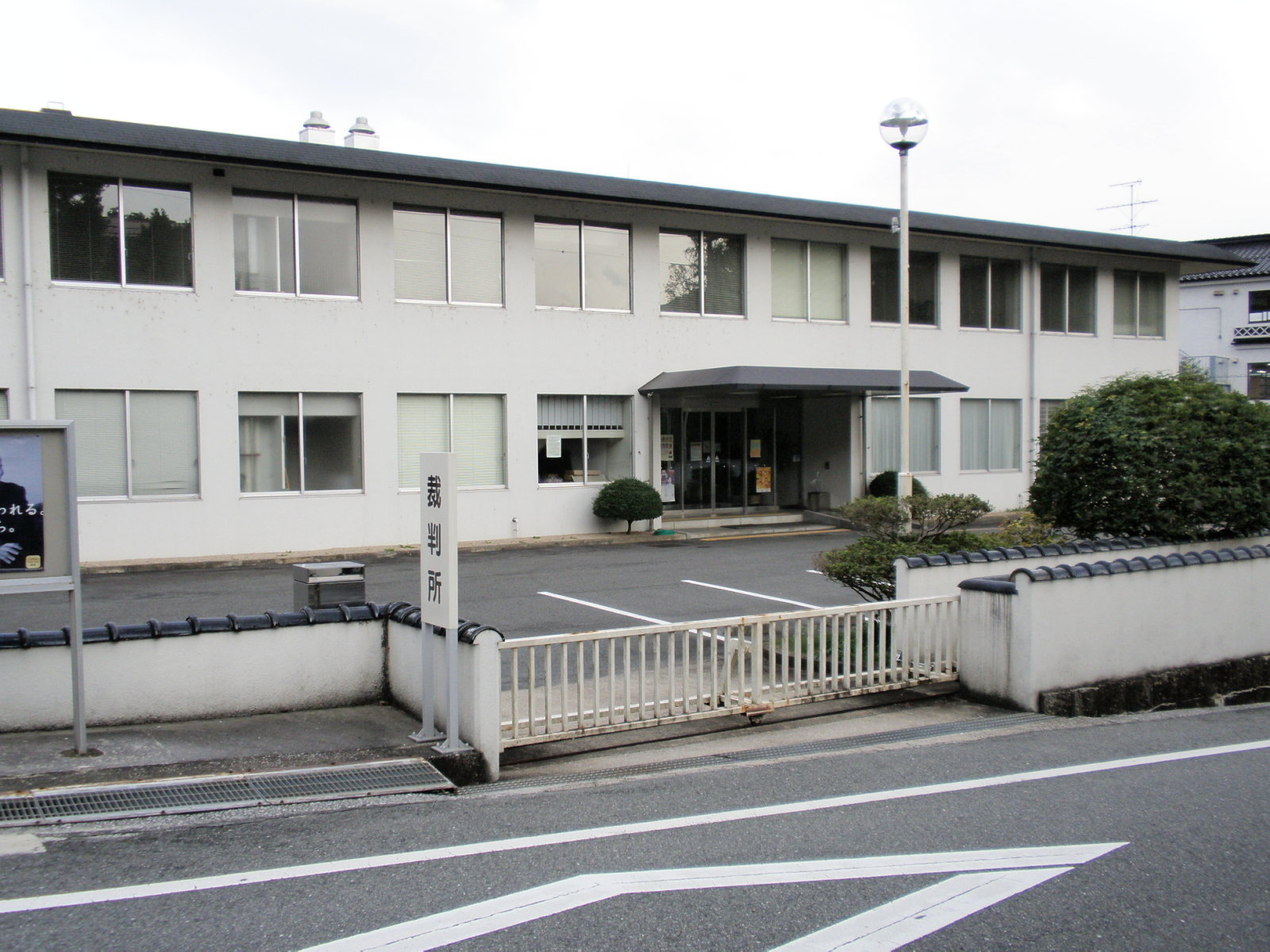
岡山地裁新見支部 新見簡易裁判所
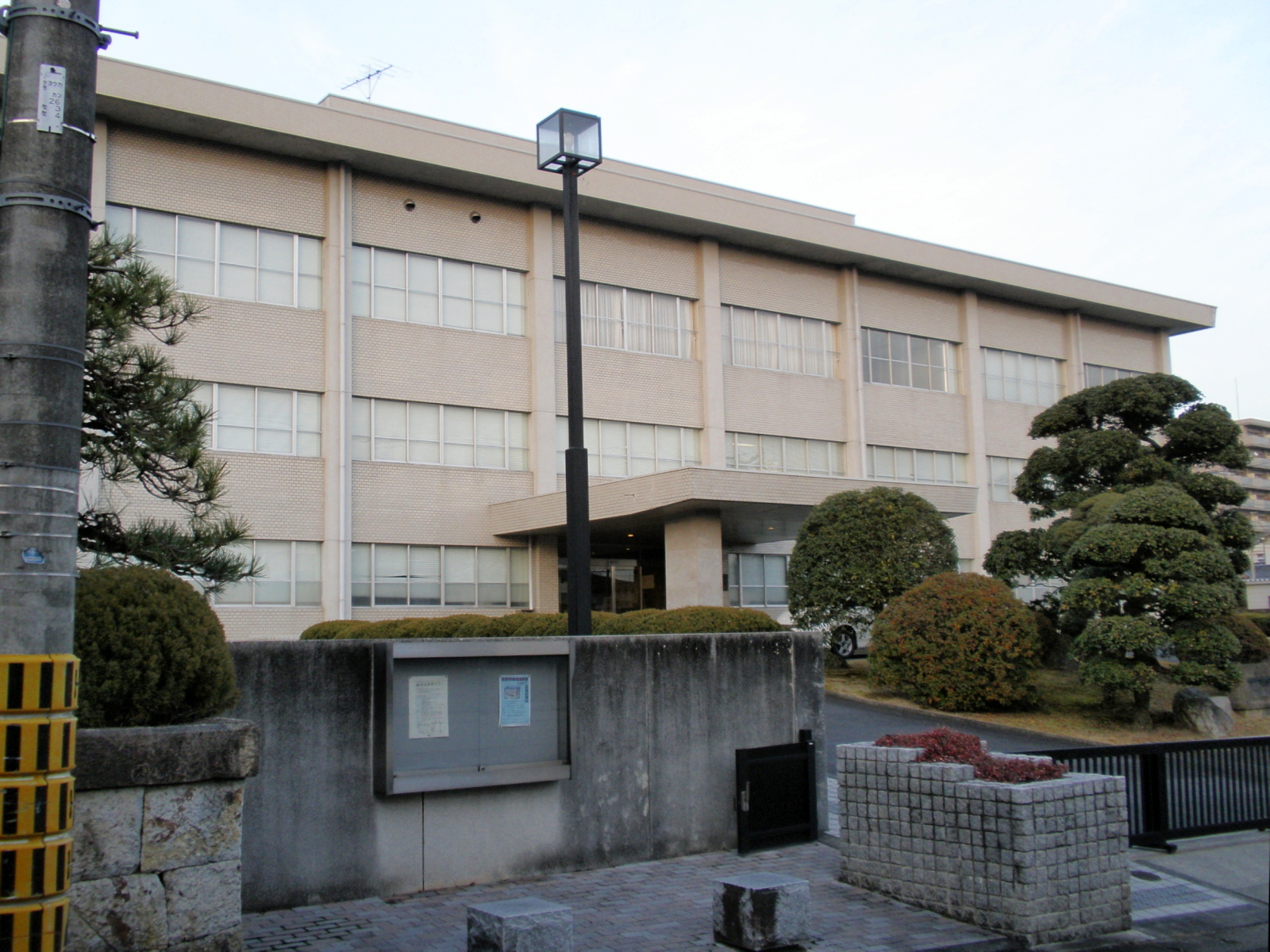
岡山地裁津山支部 津山簡易裁判所
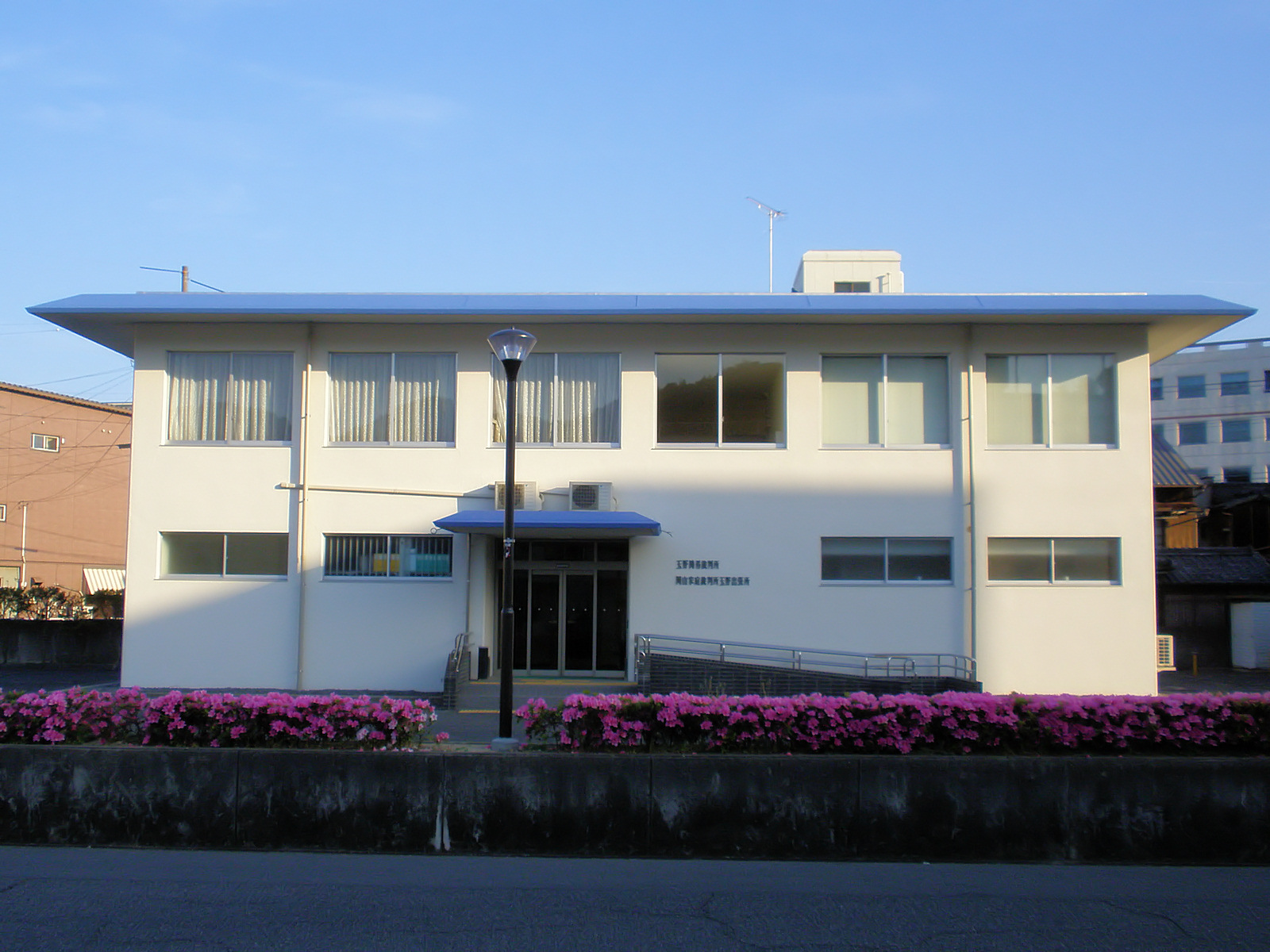
玉野簡易裁判所
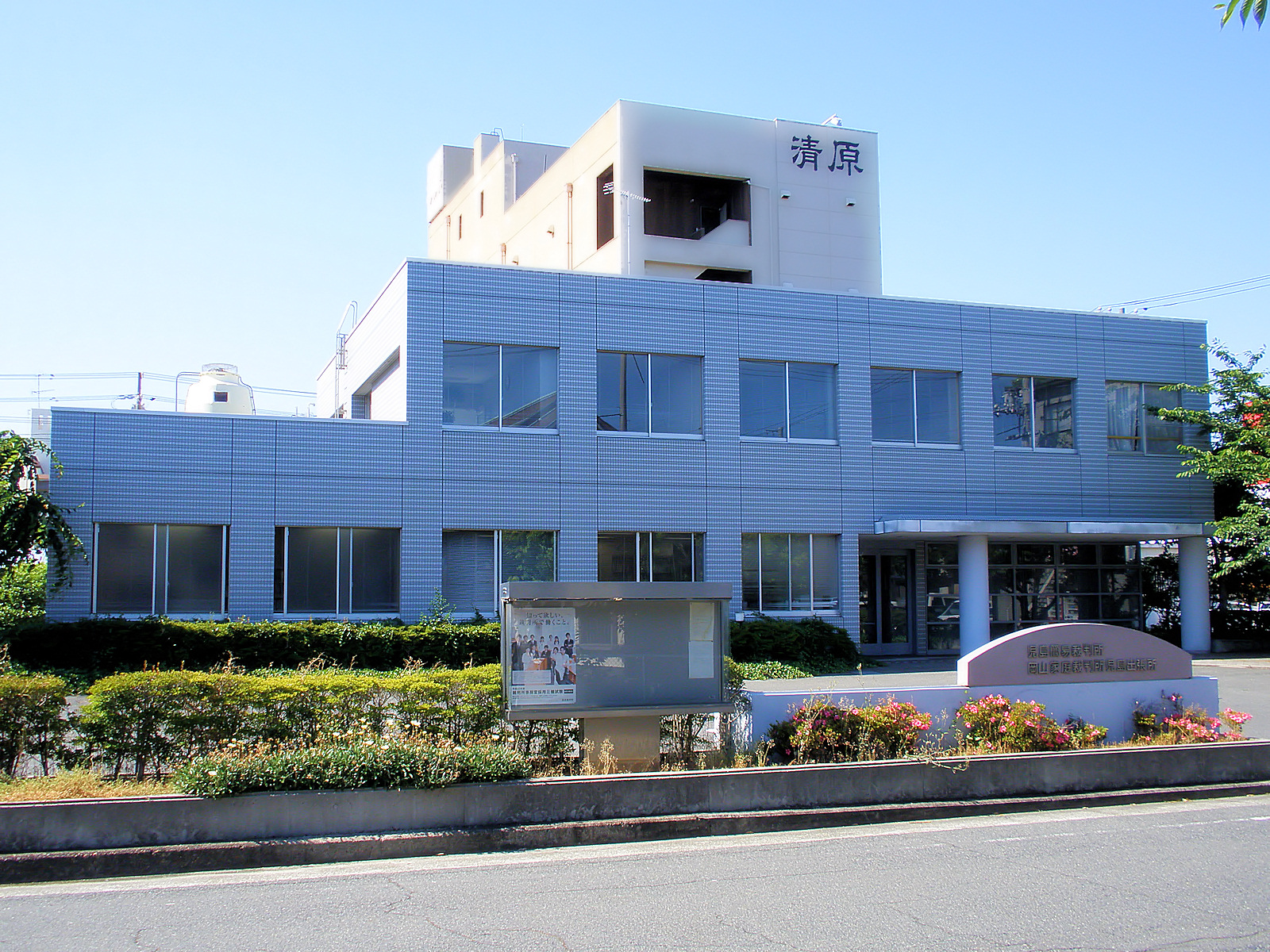
児島簡易裁判所
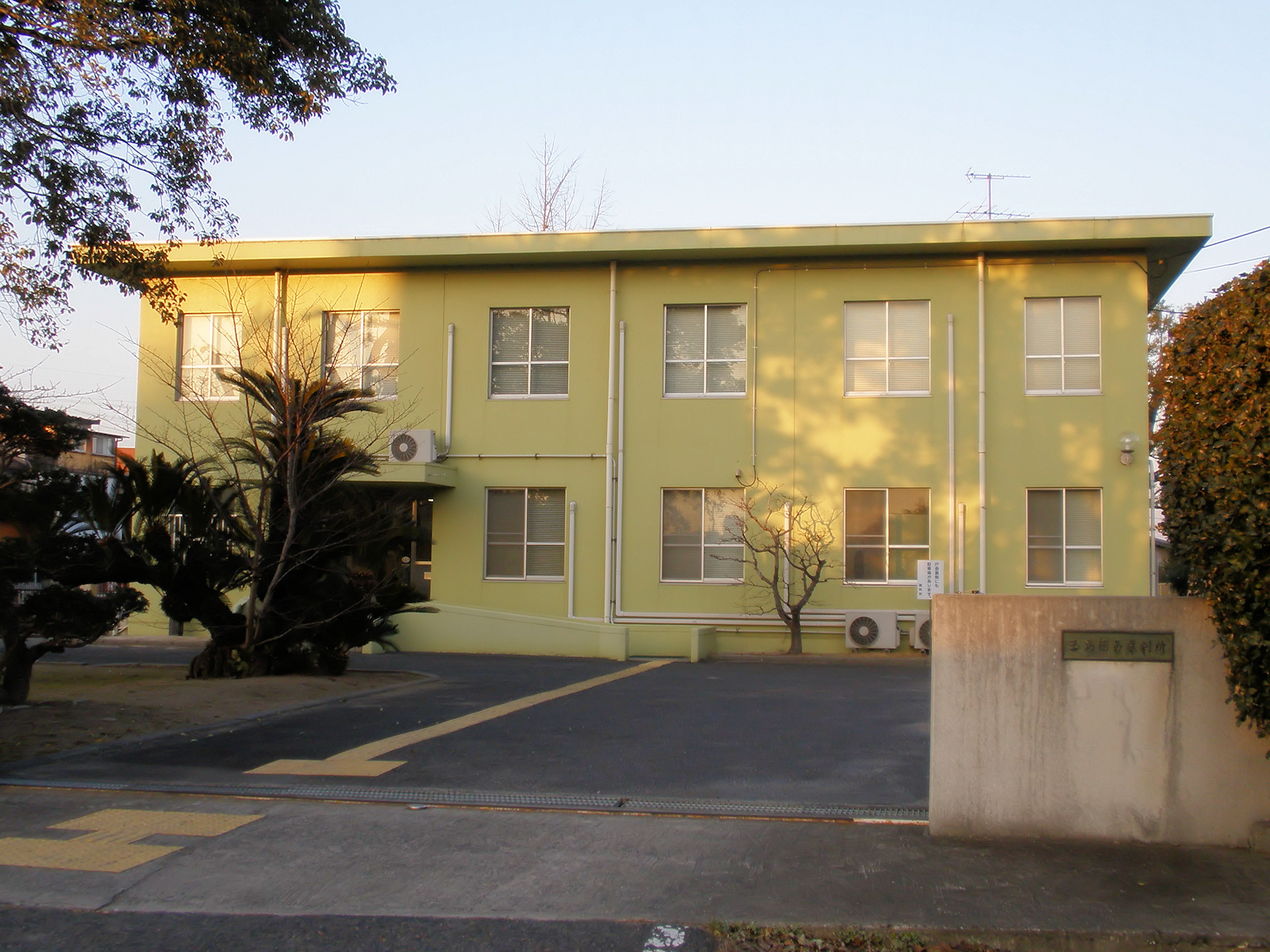
玉島簡易裁判所
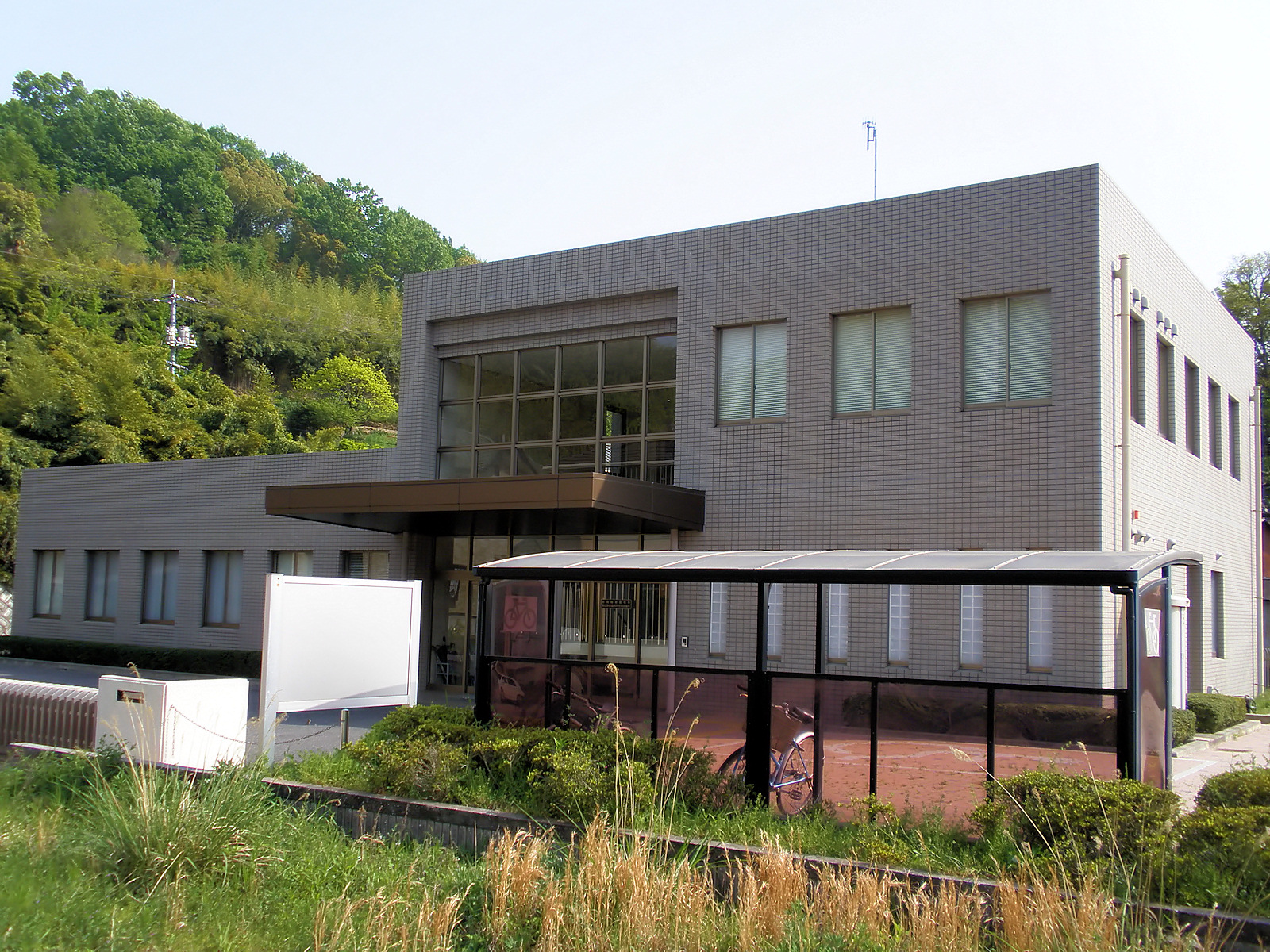
笠岡簡易裁判所
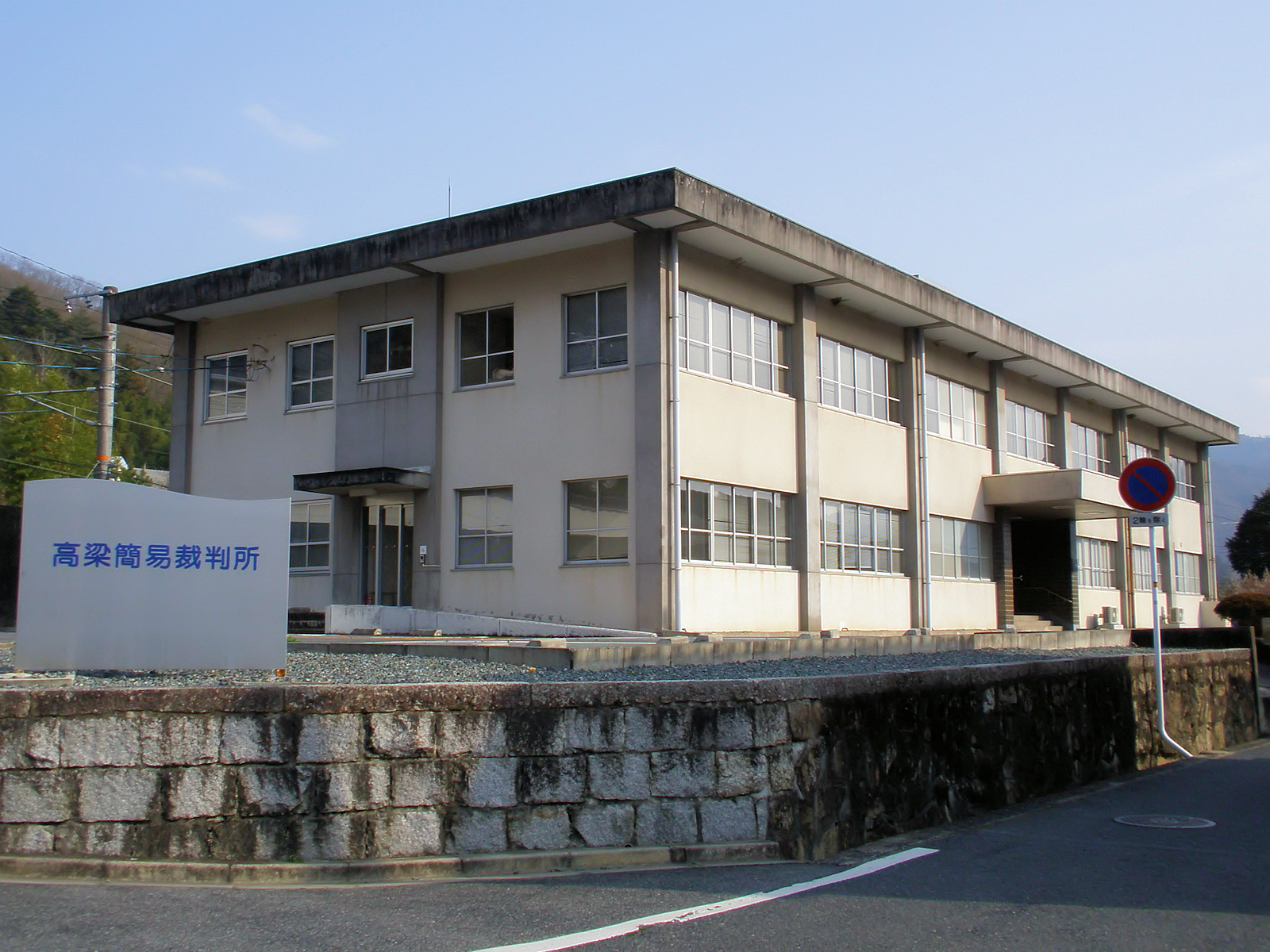
高梁簡易裁判所
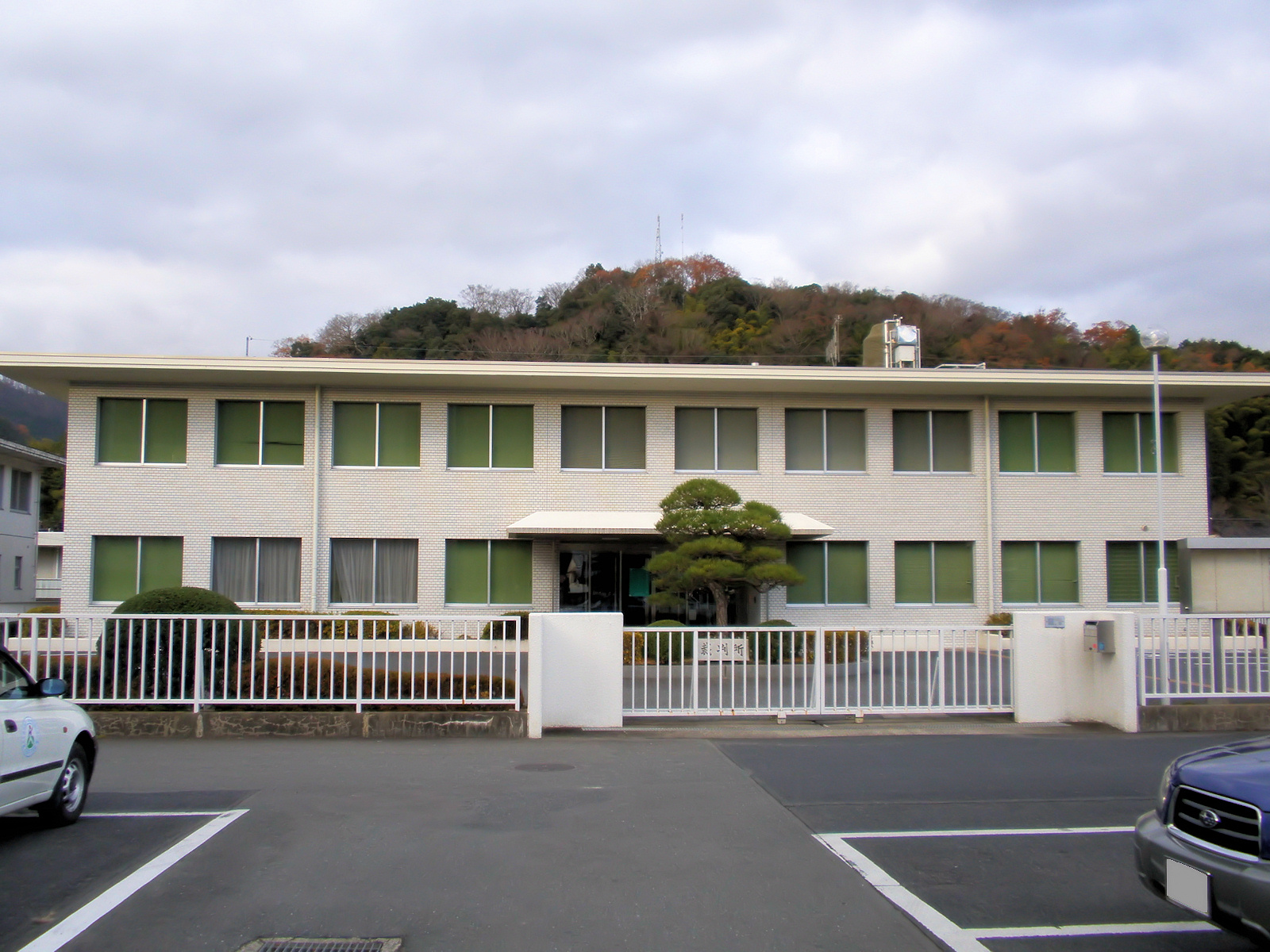
勝山簡易裁判所

## 歴代所長
（在任期間、転任先）
- 吉原耕平（2001年3月 - 2002年4月 大阪高等裁判所部総括判事）
- 井垣敏生（2002年4月 - 2003年4月 大阪高等裁判所部総括判事）
- 池田克俊（2003年4月 - 2005年8月 広島高等裁判所部総括判事）
- 長岡哲次（2005年8月 - 2007年1月 東京高等裁判所部総括判事）
- 一宮和夫（2007年1月 - 2008年11月 大阪高等裁判所部総括判事）
- 春日通良（2008年11月 - 2010年2月 東京高等裁判所部総括判事）
- 園部秀穗（2010年2月 - 2011年7月 依願退官）
- 水上敏 （2011年7月 - 2012年12月 大阪地方裁判所部総括判事）
- 野々上友之（2012年12月 - 2014年9月 広島高等裁判所部総括判事）
- 齊木敏文（2014年9月 - 2016年10月 東京高等裁判所部総括判事[1]）
- 鬼澤友直（2016年10月 - 2018年10月 福岡高等裁判所部総括判事[2]）
- 生野考司（2018年10月 - 2020年4月 さいたま家庭裁判所長[3]）
- 宮坂昌利（2020年4月 - 2021年9月 大阪高等裁判所部総括判事[4]）
- 阪本勝（2021年9月 - 2023年5月 大阪高等裁判所部総括判事[5]）
- 谷口豊（2023年5月 - [6]）